# Істборо (Канзас)
Істборо (англ. Eastborough) — місто (англ. city) в США, в окрузі Седжвік штату Канзас. Населення — 756 осіб (2020).

## Географія
Істборо розташоване за координатами 37°41′5″ пн. ш. 97°15′31″ зх. д. / 37.68472° пн. ш. 97.25861° зх. д. (37.684632, -97.258595).  За даними Бюро перепису населення США в 2010 році місто мало площу 1,05 км², з яких 1,05 км² — суходіл та 0,00 км² — водойми.

## Демографія
Згідно з переписом 2010 року, у місті мешкали 773 особи в 306 домогосподарствах у складі 223 родин. Густота населення становила 736 осіб/км².  Було 328 помешкань (312/км²).
Расовий склад населення:
| - 96,8 % — білих - 0,9 % — чорних або афроамериканців - 0,9 % — азіатів - 0,4 % — корінних американців |

До двох чи більше рас належало 0,8 %. Частка іспаномовних становила 0,8 % від усіх жителів.
За віковим діапазоном населення розподілялося таким чином: 26,1 % — особи молодші 18 років, 59,7 % — особи у віці 18—64 років, 14,2 % — особи у віці 65 років та старші. Медіана віку мешканця становила 46,3 року. На 100 осіб жіночої статі у місті припадало 96,7 чоловіків;  на 100 жінок у віці від 18 років та старших — 96,9 чоловіків також старших 18 років.
Середній дохід на одне домашнє господарство  становив 189 277 доларів США (медіана — 114 250), а середній дохід на одну сім'ю — 232 768 доларів (медіана — 165 625). Медіана доходів становила 105 833 долари для чоловіків та 60 833 долари для жінок. За межею бідності перебувало 6,3 % осіб, у тому числі 4,3 % дітей у віці до 18 років та 8,3 % осіб у віці 65 років та старших.
Цивільне працевлаштоване населення становило 356 осіб. Основні галузі зайнятості: освіта, охорона здоров'я та соціальна допомога — 30,1 %, науковці, спеціалісти, менеджери — 17,1 %, фінанси, страхування та нерухомість — 11,5 %, сільське господарство, лісництво, риболовля — 7,6 %.